# 帕拉达斯
帕拉达斯，是西班牙安达卢西亚自治区塞维利亚省的一个市镇。总面积109平方公里，总人口7040人（2001年），人口密度65人/平方公里。